# Naturschutzgebiet Blumenkamp
Das Naturschutzgebiet Blumenkamp liegt im Norden von Bochum an einer stillgelegten Eisenbahnstrecke zwischen den Ortsteilen Hordel und Günnigfeld in Nordrhein-Westfalen, Deutschland. Das Naturschutzgebiet Blumenkamp wurde 1980 erstmals ausgewiesen und ist 1995 und 1998 in die Landschaftspläne Bochum-West bzw. Bochum-Mitte/Ost übernommen worden, wodurch es heute für die Teilflächen zwei Schutzgebietsverordnungen gibt.

## Beschreibung
Das eher kleine, nur 3,7 Hektar große Naturschutzgebiet ist ein durch Bergsenkung entstandenes Feuchtgebiet mit einem Weiher und ausgeprägter Verlandungszone. Nach Norden wird das Naturschutzgebiet durch den südwestlich gelegenen Bahndamm der ehemaligen Erzbahntrasse, auf der heute ein Radweg verläuft, begrenzt. Bewachsen ist der Bahndamm mit einem Robinienmischwald der etwa 0,9 Hektar der Fläche des Gebiets einnimmt. Der etwa 1,6 Hektar große, sehr flache Weiher ist umgeben von Rohrichten bestehend aus Kalmus, Igelkolben und Rohrkolben. Im Wasser wachsen, zum Teil mehrstämmige, Erlen und Weidengebüsch. Westlich grenzt an den Weiher ein etwa 0,8 Hektar großer Mischwald bestehend aus Weiden, Hasel sowie Hartriegelgebüsch, der in einen Weiden-Buschwald, mit Erlen und Eschen, übergeht.
Als Refugial- und Trittsteinlebensraum ist das Naturschutzgebiet in einer urbanen Umgebung wichtiger Lebensraum für eine große Anzahl von Tier- und Pflanzenarten.
Da der Weiher als Stillgewässer ohne Zu- oder Abfluss ist, ist es im Winter 2011 zu einem Fischsterben aufgrund von Sauerstoffmangel im Gewässer gekommen.

## Schutzziele
Schutzziele des Naturschutzgebietes sind die Erhaltung der schutzwürdigen und gefährdeten Laubwälder, der flächigen Gebüsche und Baumgruppen sowie des Stillgewässers.
Diese sollen als Refugial- und Trittsteinbiotop erhalten werden. Dazu soll das Totholz und der Wasserstand erhalten werden, die Fischerei eingeschränkt und Müll aus dem Gebiet beseitigt werden.